# Паэр, Фердинандо
Фердинандо Паэр (итал. Ferdinando Paer; 1 июня 1771 года, Парма, герцогство Парма, Пьяченца и Гвасталла — 3 мая 1839 года, Париж, Франция) — итальянский композитор австрийского происхождения.

## Биография
Фердинандо Паэр родился 1 июня 1771 года в Парме, в герцогстве Парма, Пьяченца и Гвасталла в семье австрийцев. Его дед, Михаэль Пер, прибыл в Парму в составе полкового оркестра из Петервардайна. Родителями будущего композитора были Джулио Паэр, трубач в оркестре при дворцовом театре герцогов Пармы, Пьяченцы и Гвасталлы, и Франческа Кутика.
Первым учителем музыки будущего композитора был его отец. Затем он обучался у Гаспара Гиретти и Джан Франческо Фортунати.  Первая опера Фердинандо Паэра «Гостиница для бродяг» (итал. La locanda dei vagabondi) была опубликована в 1789 году, когда автору было всего 18 лет. Осенью 1792 года в Парме она была впервые поставлена под названием «Хитрости любви, или Время рассудит всех» (итал. Le astuzie amorose, o Il tempo fa giustizia a tutti). Постановка имела зрительский успех. В 1793 году в Венеции во время карнавала была поставлена его опера «Цирцея» (итал. La Circe). Имя композитора стало известно во всей Италии. Фердинандо Паэр получил место капельмейстера в дворцовой капелле герцогов Пармы, Пьяченцы и Гвасталлы.
В 1797 году он переехал в Вену, где получил место капельмейстера в Кернтнертор-театре. Здесь композитор познакомился с певицей Франческой Риккарди, на которой женился в 1798 году. В театре Фердинандо Паэр поставил несколько опер, в числе которых были и написанные им в 1799 году «Камилла, или Подземелье» (итал. Camilla, ossia Il sotterraneo)  и в 1801 году «Ахилл» (итал. Achille).
В 1802 году он получил место капельмейстера в Дрездене при дворцовом театре курфюрстов Саксонии, куда его жену пригласили в качестве оперной певицы. В 1804 году им была поставлена опера «Леонора» (итал. Leonora), и в том же году Фридрих Август I, курфюрст Саксонии даровал ему пожизненно звание капельмейстера.
В 1807 году армия Франции вошла в Дрезден. Композитор понравился Наполеону Бонапарту, и император забрал его сначала в Варшаву, затем в Париж. Ему было назначено содержание в 28 000 франков. Фердинандо Паэр сочинил свадебный марш для Наполеона Бонапарта и Марии-Луизы фон Габсбург, герцогини Пармы, который впервые прозвучал на церемонии венчания императора и императрицы 2 апреля 1810 года.
В 1809 году композитор написал свою самую известную оперу «Аньезе» (итал. Agnese), успех которой сделал его известным во всей Европе. Опера была поставлена на сценах главных театров Милана, Неаполя, Рима, Вены, Лондона и Парижа и оказала глубокое влияние на последующие поколения композиторов.
В 1812 году Фердинандо Паэр сменил Гаспаре Спонтини на посту дирижёра в театре Опера-итальен в Париже. Он сохранил это место и после Реставрации. Супруга оставила его, и композитор сошёлся с оперной певицей Анджеликой Каталани. В 1823 году, оставив пост дирижёра в театре Опера-итальен, где его сменил Джоакино Россини, он стал преподавать композицию. Среди его учеников были Ференц Лист и Фердинандо Орланди.
В 1824 году Даниэль Обер изобразил композитора в пародийной роли Синьора Астучо в опере-буфф «Концерт во дворе» (фр. Le concert à la cour). В 1831 году Фердинандо Паэра избрали академиком в Академию изящных искусств Франции. В 1832 году он получил место капельмейстера в капелле короля Луи Филиппа I. Ему было доверено чтение надгробной речи на похоронах земляка и коллеги Винченцо Беллини в 1835 году.
Фердинандо Паэр умер 3 мая 1839 года в Париже, во Франции в возрасте 67 лет.

## Творческое наследие
Творческое наследие композитора включает 55 опер, 9 церковных сочинений, 13 кантат, вокальных и камерных сочинений.